# Shegaon
Shegaon (Marathi शेगाव Śēgāva) ist eine Stadt im indischen Bundesstaat Maharashtra. Da der Ort der Geburtsort des hinduistischen Heiligen Gajanan Maharaj war, ist sie heute eine Pilgerstätte.
Die Stadt ist Teil des Distrikts Buldhana. Shegaon hat den Status eines Municipal Council. Die Stadt ist in 25 Wards gegliedert. Sie hatte am Stichtag der Volkszählung 2011 insgesamt 59.672 Einwohner, von denen 30.547 Männer und 29.125 Frauen waren. Hindus bilden mit einem Anteil von über 64 % die größte Gruppe der Bevölkerung in der Stadt gefolgt von Muslimen mit über 23 %. Die Alphabetisierungsrate lag 2011 bei 89,70 % und damit deutlich über dem nationalen Durchschnitt.
Der Bahnhof von Shegaon liegt an der Strecke von Mumbai nach Haora.